# Inchglas

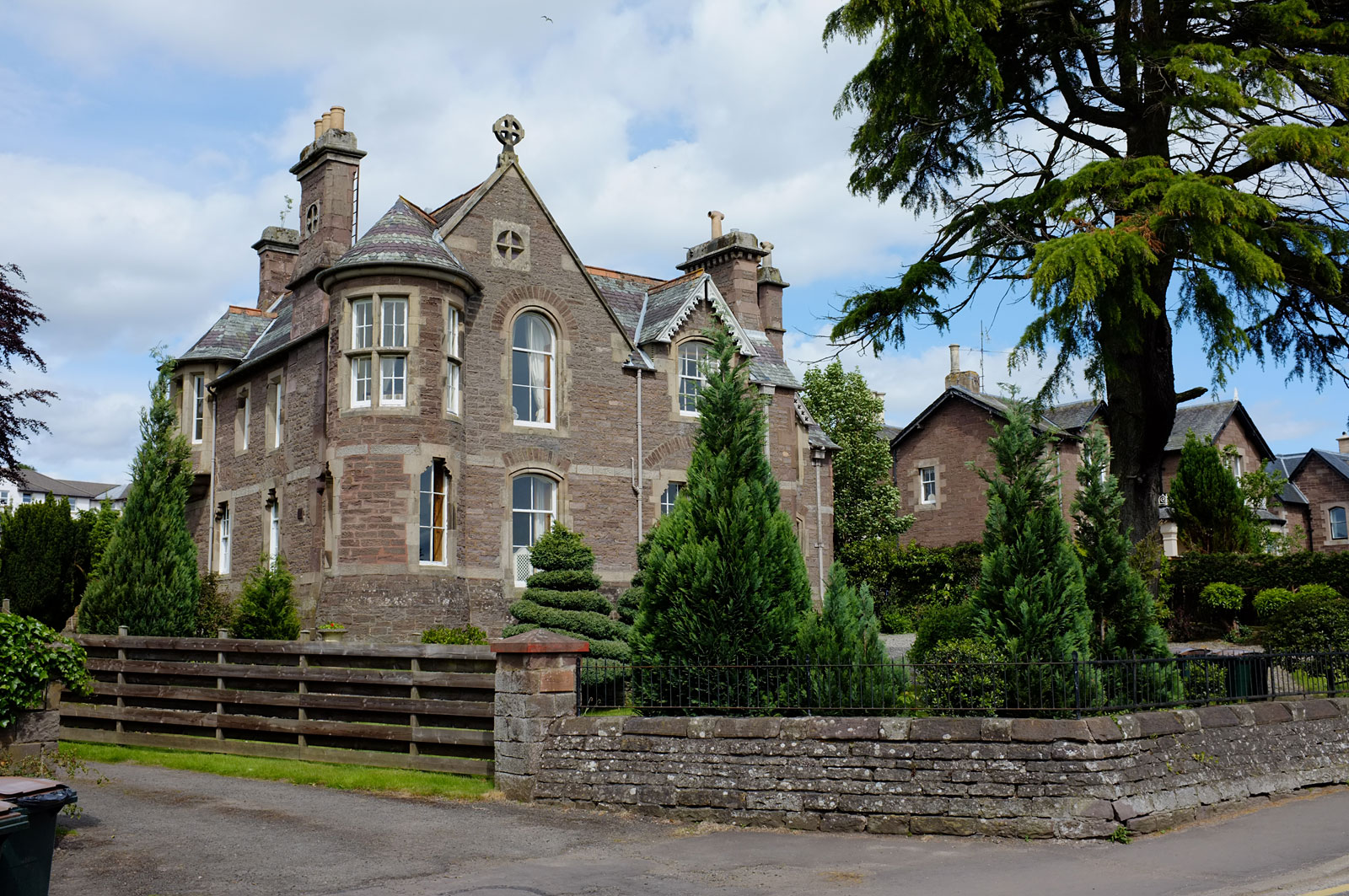
Inchglas

Inchglas, ehemals Mackenzie Lodge, ist eine Villa in der schottischen Ortschaft Crieff in der Council Area Perth and Kinross. 1971 wurde das Bauwerk in die schottischen Denkmallisten in der höchsten Denkmalkategorie A aufgenommen.

## Geschichte
Die Villa erbaute der schottische Architekt Frederick Thomas Pilkington im Jahre 1854 für sich selbst. Pilkingtons Vater war Architekt und Pfarrer in Crieff und das Haus war auf die Bedürfnisse mit einem Geschäftsbereich, einem öffentlichen sowie einem Privatbereich abgestimmt. Ob der bei Fertigstellung gerade 22 Jahre alte Pilkington Inchglas je selbst bewohnte, ist unklar. Es gehört zu seinen frühesten Werken, an dem bereits zahlreiche Motive seines späteren Wirkens erkennbar sind. Zwischenzeitlich Mackenzie Lodge genannt, trägt das Gebäude heute wieder seinen ursprünglichen Namen Inchglas.

## Beschreibung
Inchglas steht an der Broich Terrace im Süden von Crieff. Die zweistöckige Villa ist in einer freien Interpretation der schottischen Neogotik ausgestaltet. Markant ist der links an der südexponierten Hauptfassade heraustretende runde Turm mit Kegeldach. Zurückversetzt rechts befindet sich die Eingangstüre, welche die Inschrift „Every house is builded by some man: But he who builds everything is God“ trägt. Das zweiflüglige Portal schließt mit einem Rundbogen mit Kämpferfenster. Entlang der Fassaden sind die Fenster teils gekuppelt und mit steinernen Fensterpfosten ausgeführt. Sie schließen teils mit Rund- oder flachen Segmentbögen. Auf dem größeren straßenseitigen Giebel sitzt ein Keltenkreuz auf.